# Градуировка
Градуиро́вка (нем. graduiren «градуировать» от лат. gradus «шаг, ступень, степень») средств измерений, иногда тари́рование — метрологическая операция, при помощи которой средство измерений (меру или измерительный прибор) снабжают шкалой или градуировочной таблицей (кривой). Отметки шкалы должны с требуемой точностью соответствовать значениям измеряемой величины, а таблица (кривая) с требуемой точностью отражать связь эффекта на выходе прибора с величиной, подводимой ко входу (например, зависимость ЭДС термопары пирометра от температуры её рабочего спая).
Градуировка производится с помощью более точных, чем градуируемые, средств измерений, по показаниям которых устанавливают действительные значения измеряемой величины. Точные средства измерений градуируются индивидуально, менее точные снабжаются шкалой, напечатанной заранее, или стандартной таблицей (кривой) градуировки. Применение типовых шкал или стандартных градуированных таблиц требует иногда регулировки средств измерений с целью доведения их погрешностей до установленных нормами.